# Atletika na Letních olympijských hrách 1996 – skok vysoký muži
Skok vysoký mužů na Letních olympijských hrách 1996 se uskutečnil ve dnech 26. a 28. července na Olympijském stadionu v Atlantě. Zlatou medaili získal americký výškař Charles Austin výkonem 239 cm, což byl nový olympijský rekord. Stříbrnou medaili získal Polák Artur Partyka a bronzovou Steve Smith z Velké Británie.

## Výsledky finále
| Umístění         | jméno                 | stát                   | 2,15 | 2,20 | 2,25 | 2,29 | 2,32 | 2,35 | 2,37 | 2,39 | 2,41 | 2,46 | Výkon   |
| ---------------- | --------------------- | ---------------------- | ---- | ---- | ---- | ---- | ---- | ---- | ---- | ---- | ---- | ---- | ------- |
| Zlatá medaile    | Charles Austin        | Spojené státy americké | O    | -    | O    | -    | O    | O    | XX-  | O    | -    | XXX  | 2,39 cm |
| Stříbrná medaile | Artur Partyka         | Polsko                 | -    | O    | -    | O    | -    | O    | XO   | X-   | XX   |      | 2,37 cm |
| Bronzová medaile | Steve Smith           | Velká Británie         | -    | -    | XO   | -    | O    | XO   | XX-  | X    |      |      | 2,35 cm |
| 4.               | Dragutin Topić        | Jugoslávie             | -    | O    | O    | O    | O    | XX-  | X    |      |      |      | 2,32 cm |
| 5.               | Steinar Hoen          | Norsko                 | -    | O    | O    | XO   | O    | XX-  | X    |      |      |      | 2,32 cm |
| 6.               | Labros Papakostas     | Řecko                  | -    | O    | O    | O    | XO   | XX-  | X    |      |      |      | 2,32 cm |
| 7.               | Tim Forsyth           | Austrálie              | -    | O    | O    | O    | XXO  | XX-  | X    |      |      |      | 2,32 cm |
| 8.               | Lee Jin-Taek          | Jižní Korea            | -    | XO   | O    | O    | XXX  |      |      |      |      |      | 2,29 cm |
| 9.               | Wolfgang Kreißig      | Německo                | -    | XO   | XO   | O    | XXX  |      |      |      |      |      | 2,29 cm |
| 10.              | Przemysław Radkiewicz | Polsko                 | -    | XO   | XO   | XO   | XXX  |      |      |      |      |      | 2,29 cm |
| 11.              | Javier Sotomayor      | Kuba                   | -    | -    | O    | -    | XXX  |      |      |      |      |      | 2,25 cm |
| 11.              | Jarosław Kotewicz     | Polsko                 | O    | -    | O    | XXX  |      |      |      |      |      |      | 2,25 cm |
| 13.              | Troy Kemp             | Bahamy                 | -    | -    | XO   | -    | X-   | XX   |      |      |      |      | 2,25 cm |
| 14.              | Tomáš Janků           | Česko                  | XO   | XO   | XO   | XXX  |      |      |      |      |      |      | 2,25 cm |